# سریپرومبودور
سریپرومبودور (به انگلیسی: Sriperumbudur) یک منطقهٔ مسکونی در هند است که در بخش کانچی‌پورم واقع شده‌است. سریپرومبودور ۲۰۰٬۰۰۰ نفر جمعیت دارد و ۳۷ متر بالاتر از سطح دریا واقع شده‌است.